# イリノイ・ファイティングイライナイ

イリノイ・カラーのビッグ・テンのロゴ

イリノイ・ファイティングイライナイ（英: Illinois Fighting Illini）は、アメリカ合衆国のイリノイ大学アーバナ・シャンペーン校のスポーツ競技チーム。NCAAディビジョンI所属。

## 競技チーム
| 男子スポーツ                            | 女子スポーツ     |
| --------------------------------------- | ---------------- |
| 野球                                    | バスケットボール |
| バスケットボール                        | クロスカントリー |
| クロスカントリー                        | ゴルフ           |
| フットボール                            | 体操             |
| ゴルフ                                  | サッカー         |
| 体操                                    | ソフトボール     |
| テニス                                  | 水泳・飛込       |
| 陸上†                                   | テニス           |
| レスリング                              | 陸上†            |
|                                         | バレーボール     |
| †屋外競技チームと室内競技チームがある。 |                  |